# Badminton aux Jeux olympiques
Navigation
Le badminton a fait son entrée officielle aux Jeux olympiques d'été de 1992 et a été présent à toutes les olympiades depuis. Près de 70 pays différents ont pris part aux compétitions olympiques de badminton, parmi lesquels 19 ont participé à chacune des sept éditions. La compétition se déroule sous l'égide de la fédération mondiale de badminton.
Le badminton a aussi fait une apparition en tant que sport de démonstration aux Jeux olympiques d'été de 1972.

## Histoire
Le badminton fut présent pour la première fois en tant que sport officiel aux Jeux olympiques d'été de Barcelone. Quatre épreuves y étaient organisées : simple hommes, simple dames, double hommes et double dames. Quatre médailles furent attribuées dans chaque épreuve, incluant deux médailles de bronze (une par demi-finaliste). Lors de l'olympiade suivante, Atlanta 1996, l'ajout du double mixte porta le nombre d'épreuves à cinq et un match pour la troisième place fut également rajouté entre les deux demi-finalistes perdants afin de déterminer un seul médaillé de bronze. Ce format a été conservé depuis.

## Pays participants
| Pays                          | Éditions des Jeux olympiques | Éditions des Jeux olympiques | Éditions des Jeux olympiques | Éditions des Jeux olympiques | Éditions des Jeux olympiques | Éditions des Jeux olympiques | Éditions des Jeux olympiques | Éditions des Jeux olympiques | Éditions des Jeux olympiques | Nombre de participations   |
| Pays                          | 1992                         | 1996                         | 2000                         | 2004                         | 2008                         | 2012                         | 2016 ,                       | 2020                         | 2024                         | Nombre de participations   |
| ----------------------------- | ---------------------------- | ---------------------------- | ---------------------------- | ---------------------------- | ---------------------------- | ---------------------------- | ---------------------------- | ---------------------------- | ---------------------------- | -------------------------- |
| Afrique du Sud                | X                            |                              |                              | X                            | X                            | X                            | X                            |                              | X                            | 6                          |
| Algérie                       |                              |                              |                              |                              | X                            |                              |                              |                              | X                            | 2                          |
| Allemagne                     | X                            | X                            | X                            | X                            | X                            | X                            | X                            | X                            | X                            | 9                          |
| Australie                     | X                            | X                            | X                            | X                            | X                            | X                            | X                            | X                            | X                            | 9                          |
| Autriche                      | X                            | X                            |                              |                              |                              | X                            | X                            | X                            | X                            | 6                          |
| Azerbaïdjan                   |                              |                              |                              |                              |                              |                              |                              | X                            | X                            | 2                          |
| Belgique                      | X                            |                              | X                            |                              |                              | X                            | X                            | X                            | X                            | 6                          |
| Biélorussie                   |                              | X                            |                              |                              | X                            | X                            |                              |                              |                              | 3                          |
| Birmanie                      |                              |                              |                              |                              |                              |                              |                              | X                            | X                            | 2                          |
| Brésil                        |                              |                              |                              |                              |                              |                              | X                            | X                            | X                            | 3                          |
| Brunei                        |                              |                              |                              |                              |                              |                              | X                            |                              |                              | 1                          |
| Bulgarie                      | X                            | X                            | X                            | X                            | X                            | X                            | X                            | X                            | X                            | 9                          |
| Canada                        | X                            | X                            | X                            | X                            | X                            | X                            | X                            | X                            | X                            | 9                          |
| Chine                         | X                            | X                            | X                            | X                            | X                            | X                            | X                            | X                            | X                            | 9                          |
| Corée du Sud                  | X                            | X                            | X                            | X                            | X                            | X                            | X                            | X                            | X                            | 9                          |
| Cuba                          |                              |                              |                              |                              |                              |                              | X                            |                              |                              | 1                          |
| Danemark                      | X                            | X                            | X                            | X                            | X                            | X                            | X                            | X                            | X                            | 9                          |
| Égypte                        |                              |                              |                              |                              | X                            | X                            |                              | X                            |                              | 3                          |
| Équipe olympique des réfugiés |                              |                              |                              |                              |                              |                              |                              | X                            | X                            | 2                          |
| Équipe unifiée                | X                            |                              |                              |                              |                              |                              |                              |                              |                              | 1                          |
| Espagne                       | X                            |                              |                              | X                            | X                            | X                            | X                            | X                            | X                            | 7                          |
| Estonie                       |                              |                              |                              |                              | X                            | X                            | X                            | X                            | X                            | 5                          |
| États-Unis                    | X                            | X                            | X                            | X                            | X                            | X                            | X                            | X                            | X                            | 9                          |
| Finlande                      | X                            | X                            | X                            | X                            | X                            | X                            | X                            | X                            | X                            | 9                          |
| France                        | X                            | X                            | X                            | X                            | X                            | X                            | X                            | X                            | X                            | 9                          |
| Grande-Bretagne               | X                            | X                            | X                            | X                            | X                            | X                            | X                            | X                            | X                            | 9                          |
| Grèce                         |                              |                              |                              | X                            |                              |                              |                              |                              |                              | 1                          |
| Guatemala                     |                              | X                            |                              | X                            | X                            | X                            | X                            | X                            | X                            | 7                          |
| Hong Kong                     | X                            | X                            | X                            | X                            | X                            | X                            | X                            | X                            | X                            | 9                          |
| Hongrie                       | X                            | X                            |                              |                              |                              |                              | X                            | X                            |                              | 4                          |
| Islande                       | X                            | X                            |                              |                              | X                            | X                            |                              |                              |                              | 4                          |
| Inde                          | X                            | X                            | X                            | X                            | X                            | X                            | X                            | X                            | X                            | 9                          |
| Indonésie                     | X                            | X                            | X                            | X                            | X                            | X                            | X                            | X                            | X                            | 9                          |
| Iran                          |                              |                              |                              |                              | X                            |                              |                              | X                            |                              | 2                          |
| Irlande                       |                              |                              | X                            |                              | X                            | X                            | X                            | X                            | X                            | 6                          |
| Israël                        |                              |                              |                              |                              |                              | X                            | X                            | X                            | X                            | 4                          |
| Italie                        |                              |                              |                              |                              | X                            | X                            | X                            |                              | X                            | 4                          |
| Jamaïque                      |                              |                              |                              | X                            |                              |                              |                              |                              |                              | 1                          |
| Japon                         | X                            | X                            | X                            | X                            | X                            | X                            | X                            | X                            | X                            | 9                          |
| Kazakhstan                    |                              |                              |                              |                              |                              |                              |                              |                              | X                            | 1                          |
| Lituanie                      |                              |                              |                              |                              | X                            | X                            |                              |                              |                              | 2                          |
| Malaisie                      | X                            | X                            | X                            | X                            | X                            | X                            | X                            | X                            | X                            | 9                          |
| Maldives                      |                              |                              |                              |                              |                              | X                            |                              | X                            | X                            | 3                          |
| Malte                         |                              |                              |                              |                              |                              |                              |                              | X                            |                              | 1                          |
| Maurice                       | X                            | X                            | X                            |                              | X                            |                              | X                            | X                            | X                            | 7                          |
| Mexique                       |                              |                              |                              |                              | X                            | X                            | X                            | X                            | X                            | 5                          |
| Népal                         |                              |                              |                              |                              |                              |                              |                              |                              | X                            | 1                          |
| Nigeria                       |                              | X                            |                              |                              | X                            |                              |                              | X                            | X                            | 4                          |
| Nouvelle-Zélande              | X                            | X                            |                              | X                            | X                            |                              |                              |                              |                              | 4                          |
| Norvège                       | X                            |                              |                              | X                            |                              | X                            |                              |                              |                              | 3                          |
| Pakistan                      |                              |                              |                              |                              |                              |                              |                              | X                            |                              | 1                          |
| Pays-Bas                      | X                            | X                            | X                            | X                            |                              | X                            | X                            | X                            | X                            | 8                          |
| Pérou                         |                              | X                            |                              | X                            | X                            | X                            |                              | X                            | X                            | 6                          |
| Philippines                   |                              | X                            |                              |                              |                              |                              |                              |                              |                              | 1                          |
| Pologne                       | X                            | X                            | X                            | X                            | X                            | X                            | X                            |                              |                              | 7                          |
| Portugal                      | X                            |                              | X                            | X                            | X                            | X                            | X                            |                              |                              | 6                          |
| Roumanie                      | X                            |                              |                              |                              |                              |                              |                              |                              |                              | 1                          |
| Russie                        |                              | X                            | X                            | X                            | X                            | X                            | X                            | X                            |                              | 7                          |
| Saldavor                      |                              |                              |                              |                              |                              |                              |                              |                              | X                            | 1                          |
| Seychelles                    |                              |                              |                              |                              | X                            |                              |                              |                              |                              | 1                          |
| Singapour                     | X                            | X                            |                              | X                            | X                            | X                            | X                            | X                            | X                            | 8                          |
| Slovaquie                     |                              |                              |                              |                              | X                            | X                            |                              | X                            |                              | 3                          |
| Slovénie                      |                              |                              | X                            |                              | X                            | X                            |                              |                              |                              | 3                          |
| Sri Lanka                     | X                            |                              |                              |                              | X                            | X                            | X                            | X                            | X                            | 6                          |
| Suède                         | X                            | X                            | X                            | X                            | X                            | X                            | X                            | X                            |                              | 8                          |
| Suisse                        | X                            | X                            |                              |                              | X                            | X                            | X                            | X                            | X                            | 7                          |
| Suriname                      |                              | X                            |                              |                              |                              | X                            | X                            | X                            |                              | 4                          |
| Taipei chinois                |                              | X                            | X                            | X                            | X                            | X                            | X                            | X                            | X                            | 8                          |
| Tchécoslovaquie               | X                            |                              |                              |                              |                              |                              |                              |                              |                              | 1                          |
| Tchéquie                      |                              |                              |                              |                              | X                            | X                            | X                            |                              | X                            | 4                          |
| Thaïlande                     | X                            | X                            | X                            | X                            | X                            | X                            | X                            | X                            | X                            | 9                          |
| Trinité-et-Tobago             |                              | X                            |                              |                              |                              |                              |                              |                              |                              | 1                          |
| Turquie                       |                              |                              |                              |                              |                              | X                            | X                            | X                            | X                            | 4                          |
| Ouganda                       |                              |                              |                              |                              | X                            | X                            |                              |                              |                              | 2                          |
| Ukraine                       |                              | X                            | X                            |                              | X                            | X                            | X                            | X                            | X                            | 7                          |
| Viêt Nam                      |                              |                              |                              |                              | X                            | X                            | X                            | X                            | X                            | 5                          |
| Zambie                        |                              |                              |                              |                              | X                            |                              |                              |                              |                              | 1                          |
| Nombre de pays                | 36                           | 37                           | 28                           | 32                           | 50                           | 51                           | 46                           | 49                           | 49                           | Total : 74 pays différents |
| Année                         | 1992                         | 1996                         | 2000                         | 2004                         | 2008                         | 2012                         | 2016                         | 2020                         | 2024                         | Total : 74 pays différents |

## Tableau des médailles
Le tableau ci-dessous présente le bilan par nations, des médailles obtenues au badminton lors des Jeux olympiques d'été, de 1992 à 2020. Le rang est obtenu par le décompte des médailles d'or, puis en cas d'ex æquo, des médailles d'argent, puis de bronze.
Mis à jour après les Jeux olympiques de 2024.
| Rang | Nation          | Or | Argent | Bronze | Total |
| ---- | --------------- | -- | ------ | ------ | ----- |
| 1    | Chine           | 22 | 15     | 15     | 52    |
| 2    | Indonésie       | 8  | 6      | 8      | 22    |
| 3    | Corée du Sud    | 7  | 8      | 7      | 22    |
| 4    | Danemark        | 3  | 3      | 4      | 10    |
| 5    | Taipei chinois  | 2  | 1      | 0      | 3     |
| 6    | Japon           | 1  | 1      | 4      | 6     |
| 7    | Espagne         | 1  | 0      | 0      | 1     |
| 8    | Malaisie        | 0  | 6      | 5      | 11    |
| 9    | Grande-Bretagne | 0  | 1      | 2      | 3     |
| 9    | Inde            | 0  | 1      | 2      | 3     |
| 11   | Pays-Bas        | 0  | 1      | 0      | 1     |
| 11   | Thaïlande       | 0  | 1      | 0      | 1     |
| 13   | Russie          | 0  | 0      | 1      | 1     |

## Détail des médailles par nation
Toutes les médailles olympiques de badminton ont été remportées par des pays asiatiques (88,3%) ou européens (11,7%) mais l'Asie mène amplement puisqu'elle a décroché 7 fois plus de médailles que l'Europe.
Les badistes chinois dominent largement puisqu'ils ont gagné 38,3% des médailles disputées et, surtout, ont remporté la moitié des médailles d'or. Lors des Jeux de Londres, les chinois réalisent un grand chelem historique en remportant les 5 titres.
| Rang | Pays           | 1992                           | 1992                               | 1992                                | 1996                           | 1996                               | 1996                                | 2000                           | 2000                               | 2000                                | 2004                           | 2004                               | 2004                                | 2008                           | 2008                               | 2008                                | 2012                           | 2012                               | 2012                                | 2016                           | 2016                               | 2016                                | 2020                           | 2020                               | 2020                                | 2024                           | 2024                               | 2024                                | Totaux                         | Totaux                             | Totaux                              | Totaux |
| Rang | Pays           | Médaille d'or, Jeux olympiques | Médaille d'argent, Jeux olympiques | Médaille de bronze, Jeux olympiques | Médaille d'or, Jeux olympiques | Médaille d'argent, Jeux olympiques | Médaille de bronze, Jeux olympiques | Médaille d'or, Jeux olympiques | Médaille d'argent, Jeux olympiques | Médaille de bronze, Jeux olympiques | Médaille d'or, Jeux olympiques | Médaille d'argent, Jeux olympiques | Médaille de bronze, Jeux olympiques | Médaille d'or, Jeux olympiques | Médaille d'argent, Jeux olympiques | Médaille de bronze, Jeux olympiques | Médaille d'or, Jeux olympiques | Médaille d'argent, Jeux olympiques | Médaille de bronze, Jeux olympiques | Médaille d'or, Jeux olympiques | Médaille d'argent, Jeux olympiques | Médaille de bronze, Jeux olympiques | Médaille d'or, Jeux olympiques | Médaille d'argent, Jeux olympiques | Médaille de bronze, Jeux olympiques | Médaille d'or, Jeux olympiques | Médaille d'argent, Jeux olympiques | Médaille de bronze, Jeux olympiques | Médaille d'or, Jeux olympiques | Médaille d'argent, Jeux olympiques | Médaille de bronze, Jeux olympiques | Tout   |
| ---- | -------------- | ------------------------------ | ---------------------------------- | ----------------------------------- | ------------------------------ | ---------------------------------- | ----------------------------------- | ------------------------------ | ---------------------------------- | ----------------------------------- | ------------------------------ | ---------------------------------- | ----------------------------------- | ------------------------------ | ---------------------------------- | ----------------------------------- | ------------------------------ | ---------------------------------- | ----------------------------------- | ------------------------------ | ---------------------------------- | ----------------------------------- | ------------------------------ | ---------------------------------- | ----------------------------------- | ------------------------------ | ---------------------------------- | ----------------------------------- | ------------------------------ | ---------------------------------- | ----------------------------------- | ------ |
| 1    | Chine          |                                | 1                                  | 4                                   | 1                              | 1                                  | 2                                   | 4                              | 1                                  | 3                                   | 3                              | 1                                  | 1                                   | 3                              | 2                                  | 3                                   | 5                              | 2                                  | 1                                   | 2                              |                                    | 1                                   | 2                              | 4                                  |                                     | 2                              | 3                                  |                                     | 22                             | 15                                 | 15                                  | 52     |
| 2    | Indonésie      | 2                              | 2                                  | 1                                   | 1                              | 1                                  | 2                                   | 1                              | 2                                  |                                     | 1                              |                                    | 2                                   | 1                              | 1                                  | 1                                   |                                |                                    |                                     | 1                              |                                    |                                     | 1                              |                                    | 1                                   |                                |                                    | 3                                   | 8                              | 6                                  | 8                                   | 22     |
| 3    | Corée du Sud   | 2                              | 1                                  | 1                                   | 2                              | 2                                  |                                     |                                | 1                                  | 1                                   | 1                              | 2                                  | 1                                   | 1                              | 1                                  | 1                                   |                                |                                    | 1                                   |                                |                                    | 1                                   |                                |                                    | 1                                   | 1                              | 1                                  |                                     | 7                              | 8                                  | 7                                   | 22     |
| 4    | Danemark       |                                |                                    | 1                                   | 1                              |                                    |                                     |                                | 1                                  |                                     |                                |                                    | 1                                   |                                |                                    |                                     |                                | 1                                  | 1                                   |                                | 1                                  | 1                                   | 1                              |                                    |                                     | 1                              |                                    |                                     | 3                              | 3                                  | 4                                   | 10     |
| 5    | Taipei chinois |                                |                                    |                                     |                                |                                    |                                     |                                |                                    |                                     |                                |                                    |                                     |                                |                                    |                                     |                                |                                    |                                     |                                |                                    |                                     | 1                              | 1                                  |                                     | 1                              |                                    |                                     | 2                              | 1                                  | 0                                   | 3      |
| 6    | Japon          |                                |                                    |                                     |                                |                                    |                                     |                                |                                    |                                     |                                |                                    |                                     |                                |                                    |                                     |                                | 1                                  |                                     | 1                              |                                    | 1                                   |                                |                                    | 1                                   |                                |                                    | 2                                   | 1                              | 1                                  | 4                                   | 6      |
| 7    | Espagne        |                                |                                    |                                     |                                |                                    |                                     |                                |                                    |                                     |                                |                                    |                                     |                                |                                    |                                     |                                |                                    |                                     | 1                              |                                    |                                     |                                |                                    |                                     |                                |                                    |                                     | 1                              | 0                                  | 0                                   | 1      |
| 8    | Malaisie       |                                |                                    | 1                                   |                                | 1                                  | 1                                   |                                |                                    |                                     |                                |                                    |                                     |                                | 1                                  |                                     |                                | 1                                  |                                     |                                | 3                                  |                                     |                                |                                    | 1                                   |                                |                                    | 2                                   | 0                              | 6                                  | 5                                   | 11     |
| 9    | Royaume-Uni    |                                |                                    |                                     |                                |                                    |                                     |                                |                                    | 1                                   |                                | 1                                  |                                     |                                |                                    |                                     |                                |                                    |                                     |                                |                                    | 1                                   |                                |                                    |                                     |                                |                                    |                                     | 0                              | 1                                  | 2                                   | 3      |
| 9    | Inde           |                                |                                    |                                     |                                |                                    |                                     |                                |                                    |                                     |                                |                                    |                                     |                                |                                    |                                     |                                |                                    | 1                                   |                                | 1                                  |                                     |                                |                                    | 1                                   |                                |                                    |                                     | 0                              | 1                                  | 2                                   | 3      |
| 11   | Pays-Bas       |                                |                                    |                                     |                                |                                    |                                     |                                |                                    |                                     |                                | 1                                  |                                     |                                |                                    |                                     |                                |                                    |                                     |                                |                                    |                                     |                                |                                    |                                     |                                |                                    |                                     | 0                              | 1                                  | 0                                   | 1      |
| 11   | Thaïlande      |                                |                                    |                                     |                                |                                    |                                     |                                |                                    |                                     |                                | 1                                  |                                     |                                |                                    |                                     |                                |                                    |                                     |                                |                                    |                                     |                                |                                    |                                     |                                | 1                                  |                                     | 0                              | 1                                  | 0                                   | 1      |
| 13   | Russie         |                                |                                    |                                     |                                |                                    |                                     |                                |                                    |                                     |                                |                                    |                                     |                                |                                    |                                     |                                |                                    | 1                                   |                                |                                    |                                     |                                |                                    |                                     |                                |                                    |                                     | 0                              | 0                                  | 1                                   | 1      |

## Détail des médailles par épreuve
En 1992 à Barcelone, deux médailles de bronze ont été attribuées dans chacune des quatre épreuves aux perdants des demi-finales ; il n'y a pas eu match pour la médaille de bronze.
Lors de l'édition suivante à Atlanta, le double mixte fait son apparition et un match pour la troisième place est instauré pour l'attribution de la médaille de bronze.
| Rang | Pays         | 1992                           | 1992                               | 1992                                | 1996                           | 1996                               | 1996                                | 2000                           | 2000                               | 2000                                | 2004                           | 2004                               | 2004                                | 2008                           | 2008                               | 2008                                | 2012                           | 2012                               | 2012                                | 2016                           | 2016                               | 2016                                | 2020                           | 2020                               | 2020                                | 2024                           | 2024                               | 2024                                | Total                          | Total                              | Total                               | Total |
| Rang | Pays         | Médaille d'or, Jeux olympiques | Médaille d'argent, Jeux olympiques | Médaille de bronze, Jeux olympiques | Médaille d'or, Jeux olympiques | Médaille d'argent, Jeux olympiques | Médaille de bronze, Jeux olympiques | Médaille d'or, Jeux olympiques | Médaille d'argent, Jeux olympiques | Médaille de bronze, Jeux olympiques | Médaille d'or, Jeux olympiques | Médaille d'argent, Jeux olympiques | Médaille de bronze, Jeux olympiques | Médaille d'or, Jeux olympiques | Médaille d'argent, Jeux olympiques | Médaille de bronze, Jeux olympiques | Médaille d'or, Jeux olympiques | Médaille d'argent, Jeux olympiques | Médaille de bronze, Jeux olympiques | Médaille d'or, Jeux olympiques | Médaille d'argent, Jeux olympiques | Médaille de bronze, Jeux olympiques | Médaille d'or, Jeux olympiques | Médaille d'argent, Jeux olympiques | Médaille de bronze, Jeux olympiques | Médaille d'or, Jeux olympiques | Médaille d'argent, Jeux olympiques | Médaille de bronze, Jeux olympiques | Médaille d'or, Jeux olympiques | Médaille d'argent, Jeux olympiques | Médaille de bronze, Jeux olympiques | Tout  |
| ---- | ------------ | ------------------------------ | ---------------------------------- | ----------------------------------- | ------------------------------ | ---------------------------------- | ----------------------------------- | ------------------------------ | ---------------------------------- | ----------------------------------- | ------------------------------ | ---------------------------------- | ----------------------------------- | ------------------------------ | ---------------------------------- | ----------------------------------- | ------------------------------ | ---------------------------------- | ----------------------------------- | ------------------------------ | ---------------------------------- | ----------------------------------- | ------------------------------ | ---------------------------------- | ----------------------------------- | ------------------------------ | ---------------------------------- | ----------------------------------- | ------------------------------ | ---------------------------------- | ----------------------------------- | ----- |
| 1    | Chine        |                                |                                    |                                     |                                | X                                  |                                     | X                              |                                    | X                                   |                                |                                    |                                     | X                              |                                    | X                                   | X                              |                                    | X                                   | X                              |                                    |                                     |                                | X                                  |                                     |                                |                                    |                                     | 4                              | 2                                  | 3                                   | 9     |
| 2    | Danemark     |                                |                                    | X                                   | X                              |                                    |                                     |                                |                                    |                                     |                                |                                    |                                     |                                |                                    |                                     |                                |                                    |                                     |                                |                                    | X                                   | X                              |                                    |                                     | X                              |                                    |                                     | 3                              | 0                                  | 2                                   | 4     |
| 3    | Indonésie    | X                              | X                                  | X                                   |                                |                                    |                                     |                                | X                                  |                                     | X                              |                                    | X                                   |                                |                                    |                                     |                                |                                    |                                     |                                |                                    |                                     |                                |                                    | X                                   |                                |                                    |                                     | 2                              | 2                                  | 3                                   | 7     |
| 4    | Malaisie     |                                |                                    |                                     |                                |                                    | X                                   |                                |                                    |                                     |                                |                                    |                                     |                                | X                                  |                                     |                                | X                                  |                                     |                                | X                                  |                                     |                                |                                    |                                     |                                |                                    | X                                   | 0                              | 3                                  | 2                                   | 5     |
| 5    | Corée du Sud |                                |                                    |                                     |                                |                                    |                                     |                                |                                    |                                     |                                | X                                  |                                     |                                |                                    |                                     |                                |                                    |                                     |                                |                                    |                                     |                                |                                    |                                     |                                |                                    |                                     | 0                              | 1                                  | 0                                   | 1     |
| 5    | Thaïlande    |                                |                                    |                                     |                                |                                    |                                     |                                |                                    |                                     |                                |                                    |                                     |                                |                                    |                                     |                                |                                    |                                     |                                |                                    |                                     |                                |                                    |                                     |                                | X                                  |                                     | 0                              | 1                                  | 0                                   | 1     |

| Rang | Pays           | 1992                           | 1992                               | 1992                                | 1996                           | 1996                               | 1996                                | 2000                           | 2000                               | 2000                                | 2004                           | 2004                               | 2004                                | 2008                           | 2008                               | 2008                                | 2012                           | 2012                               | 2012                                | 2016                           | 2016                               | 2016                                | 2020                           | 2020                               | 2020                                | 2024                           | 2024                               | 2024                                | Total                          | Total                              | Total                               | Total |
| Rang | Pays           | Médaille d'or, Jeux olympiques | Médaille d'argent, Jeux olympiques | Médaille de bronze, Jeux olympiques | Médaille d'or, Jeux olympiques | Médaille d'argent, Jeux olympiques | Médaille de bronze, Jeux olympiques | Médaille d'or, Jeux olympiques | Médaille d'argent, Jeux olympiques | Médaille de bronze, Jeux olympiques | Médaille d'or, Jeux olympiques | Médaille d'argent, Jeux olympiques | Médaille de bronze, Jeux olympiques | Médaille d'or, Jeux olympiques | Médaille d'argent, Jeux olympiques | Médaille de bronze, Jeux olympiques | Médaille d'or, Jeux olympiques | Médaille d'argent, Jeux olympiques | Médaille de bronze, Jeux olympiques | Médaille d'or, Jeux olympiques | Médaille d'argent, Jeux olympiques | Médaille de bronze, Jeux olympiques | Médaille d'or, Jeux olympiques | Médaille d'argent, Jeux olympiques | Médaille de bronze, Jeux olympiques | Médaille d'or, Jeux olympiques | Médaille d'argent, Jeux olympiques | Médaille de bronze, Jeux olympiques | Médaille d'or, Jeux olympiques | Médaille d'argent, Jeux olympiques | Médaille de bronze, Jeux olympiques | Tout  |
| ---- | -------------- | ------------------------------ | ---------------------------------- | ----------------------------------- | ------------------------------ | ---------------------------------- | ----------------------------------- | ------------------------------ | ---------------------------------- | ----------------------------------- | ------------------------------ | ---------------------------------- | ----------------------------------- | ------------------------------ | ---------------------------------- | ----------------------------------- | ------------------------------ | ---------------------------------- | ----------------------------------- | ------------------------------ | ---------------------------------- | ----------------------------------- | ------------------------------ | ---------------------------------- | ----------------------------------- | ------------------------------ | ---------------------------------- | ----------------------------------- | ------------------------------ | ---------------------------------- | ----------------------------------- | ----- |
| 1    | Chine          |                                |                                    | XX                                  |                                |                                    |                                     | X                              |                                    | X                                   | X                              |                                    | X                                   | X                              | X                                  |                                     | X                              | X                                  |                                     |                                |                                    |                                     | X                              |                                    |                                     |                                | X                                  |                                     | 5                              | 2                                  | 5                                   | 12    |
| 2    | Corée du Sud   |                                | X                                  |                                     | X                              |                                    |                                     |                                |                                    |                                     |                                |                                    |                                     |                                |                                    |                                     |                                |                                    |                                     |                                |                                    |                                     |                                |                                    |                                     | X                              |                                    |                                     | 2                              | 1                                  | 0                                   | 3     |
| 3    | Indonésie      | X                              |                                    |                                     |                                | X                                  | X                                   |                                |                                    |                                     |                                |                                    |                                     |                                |                                    | X                                   |                                |                                    |                                     |                                |                                    |                                     |                                |                                    |                                     |                                |                                    | X                                   | 1                              | 1                                  | 3                                   | 5     |
| 4    | Espagne        |                                |                                    |                                     |                                |                                    |                                     |                                |                                    |                                     |                                |                                    |                                     |                                |                                    |                                     |                                |                                    |                                     | X                              |                                    |                                     |                                |                                    |                                     |                                |                                    |                                     | 1                              | 0                                  | 0                                   | 1     |
| 5    | Inde           |                                |                                    |                                     |                                |                                    |                                     |                                |                                    |                                     |                                |                                    |                                     |                                |                                    |                                     |                                |                                    | X                                   |                                | X                                  |                                     |                                |                                    | X                                   |                                |                                    |                                     | 0                              | 1                                  | 3                                   | 4     |
| 6    | Danemark       |                                |                                    |                                     |                                |                                    |                                     |                                | X                                  |                                     |                                |                                    |                                     |                                |                                    |                                     |                                |                                    |                                     |                                |                                    |                                     |                                |                                    |                                     |                                |                                    |                                     | 0                              | 1                                  | 0                                   | 1     |
| 6    | Pays-Bas       |                                |                                    |                                     |                                |                                    |                                     |                                |                                    |                                     |                                | X                                  |                                     |                                |                                    |                                     |                                |                                    |                                     |                                |                                    |                                     |                                |                                    |                                     |                                |                                    |                                     | 0                              | 1                                  | 0                                   | 1     |
| 6    | Taipei chinois |                                |                                    |                                     |                                |                                    |                                     |                                |                                    |                                     |                                |                                    |                                     |                                |                                    |                                     |                                |                                    |                                     |                                |                                    |                                     |                                | X                                  |                                     |                                |                                    |                                     | 0                              | 1                                  | 0                                   | 1     |
| 9    | Japon          |                                |                                    |                                     |                                |                                    |                                     |                                |                                    |                                     |                                |                                    |                                     |                                |                                    |                                     |                                |                                    |                                     |                                |                                    | X                                   |                                |                                    |                                     |                                |                                    |                                     | 0                              | 0                                  | 1                                   | 1     |

| Rang | Pays           | 1992                           | 1992                               | 1992                                | 1996                           | 1996                               | 1996                                | 2000                           | 2000                               | 2000                                | 2004                           | 2004                               | 2004                                | 2008                           | 2008                               | 2008                                | 2012                           | 2012                               | 2012                                | 2016                           | 2016                               | 2016                                | 2020                           | 2020                               | 2020                                | 2024                           | 2024                               | 2024                                | Total                          | Total                              | Total                               | Total |
| Rang | Pays           | Médaille d'or, Jeux olympiques | Médaille d'argent, Jeux olympiques | Médaille de bronze, Jeux olympiques | Médaille d'or, Jeux olympiques | Médaille d'argent, Jeux olympiques | Médaille de bronze, Jeux olympiques | Médaille d'or, Jeux olympiques | Médaille d'argent, Jeux olympiques | Médaille de bronze, Jeux olympiques | Médaille d'or, Jeux olympiques | Médaille d'argent, Jeux olympiques | Médaille de bronze, Jeux olympiques | Médaille d'or, Jeux olympiques | Médaille d'argent, Jeux olympiques | Médaille de bronze, Jeux olympiques | Médaille d'or, Jeux olympiques | Médaille d'argent, Jeux olympiques | Médaille de bronze, Jeux olympiques | Médaille d'or, Jeux olympiques | Médaille d'argent, Jeux olympiques | Médaille de bronze, Jeux olympiques | Médaille d'or, Jeux olympiques | Médaille d'argent, Jeux olympiques | Médaille de bronze, Jeux olympiques | Médaille d'or, Jeux olympiques | Médaille d'argent, Jeux olympiques | Médaille de bronze, Jeux olympiques | Médaille d'or, Jeux olympiques | Médaille d'argent, Jeux olympiques | Médaille de bronze, Jeux olympiques | Tout  |
| ---- | -------------- | ------------------------------ | ---------------------------------- | ----------------------------------- | ------------------------------ | ---------------------------------- | ----------------------------------- | ------------------------------ | ---------------------------------- | ----------------------------------- | ------------------------------ | ---------------------------------- | ----------------------------------- | ------------------------------ | ---------------------------------- | ----------------------------------- | ------------------------------ | ---------------------------------- | ----------------------------------- | ------------------------------ | ---------------------------------- | ----------------------------------- | ------------------------------ | ---------------------------------- | ----------------------------------- | ------------------------------ | ---------------------------------- | ----------------------------------- | ------------------------------ | ---------------------------------- | ----------------------------------- | ----- |
| 1    | Indonésie      |                                | X                                  |                                     | X                              |                                    | X                                   | X                              |                                    |                                     |                                |                                    | X                                   | X                              |                                    |                                     |                                |                                    |                                     |                                |                                    |                                     |                                |                                    |                                     |                                |                                    |                                     | 3                              | 1                                  | 2                                   | 6     |
| 2    | Chine          |                                |                                    | X                                   |                                |                                    |                                     |                                |                                    |                                     |                                |                                    |                                     |                                | X                                  |                                     | X                              |                                    |                                     | X                              |                                    |                                     |                                | X                                  |                                     |                                | X                                  |                                     | 2                              | 3                                  | 1                                   | 6     |
| 3    | Corée du Sud   | X                              |                                    |                                     |                                |                                    |                                     |                                | X                                  | X                                   | X                              | X                                  |                                     |                                |                                    | X                                   |                                |                                    | X                                   |                                |                                    |                                     |                                |                                    |                                     |                                |                                    |                                     | 2                              | 2                                  | 3                                   | 7     |
| 4    | Taipei chinois |                                |                                    |                                     |                                |                                    |                                     |                                |                                    |                                     |                                |                                    |                                     |                                |                                    |                                     |                                |                                    |                                     |                                |                                    |                                     | X                              |                                    |                                     | X                              |                                    |                                     | 2                              | 0                                  | 0                                   | 2     |
| 5    | Malaisie       |                                |                                    | X                                   |                                | X                                  |                                     |                                |                                    |                                     |                                |                                    |                                     |                                |                                    |                                     |                                |                                    |                                     |                                | X                                  |                                     |                                |                                    | X                                   |                                |                                    | X                                   | 0                              | 2                                  | 3                                   | 5     |
| 6    | Danemark       |                                |                                    |                                     |                                |                                    |                                     |                                |                                    |                                     |                                |                                    |                                     |                                |                                    |                                     |                                | X                                  |                                     |                                |                                    |                                     |                                |                                    |                                     |                                |                                    |                                     | 0                              | 1                                  | 0                                   | 1     |
| 7    | Royaume-Uni    |                                |                                    |                                     |                                |                                    |                                     |                                |                                    |                                     |                                |                                    |                                     |                                |                                    |                                     |                                |                                    |                                     |                                |                                    | X                                   |                                |                                    |                                     |                                |                                    |                                     | 0                              | 0                                  | 1                                   | 1     |

| Rang | Pays         | 1992                           | 1992                               | 1992                                | 1996                           | 1996                               | 1996                                | 2000                           | 2000                               | 2000                                | 2004                           | 2004                               | 2004                                | 2008                           | 2008                               | 2008                                | 2012                           | 2012                               | 2012                                | 2016                           | 2016                               | 2016                                | 2020                           | 2020                               | 2020                                | 2024                           | 2024                               | 2024                                | Total                          | Total                              | Total                               | Total |
| Rang | Pays         | Médaille d'or, Jeux olympiques | Médaille d'argent, Jeux olympiques | Médaille de bronze, Jeux olympiques | Médaille d'or, Jeux olympiques | Médaille d'argent, Jeux olympiques | Médaille de bronze, Jeux olympiques | Médaille d'or, Jeux olympiques | Médaille d'argent, Jeux olympiques | Médaille de bronze, Jeux olympiques | Médaille d'or, Jeux olympiques | Médaille d'argent, Jeux olympiques | Médaille de bronze, Jeux olympiques | Médaille d'or, Jeux olympiques | Médaille d'argent, Jeux olympiques | Médaille de bronze, Jeux olympiques | Médaille d'or, Jeux olympiques | Médaille d'argent, Jeux olympiques | Médaille de bronze, Jeux olympiques | Médaille d'or, Jeux olympiques | Médaille d'argent, Jeux olympiques | Médaille de bronze, Jeux olympiques | Médaille d'or, Jeux olympiques | Médaille d'argent, Jeux olympiques | Médaille de bronze, Jeux olympiques | Médaille d'or, Jeux olympiques | Médaille d'argent, Jeux olympiques | Médaille de bronze, Jeux olympiques | Médaille d'or, Jeux olympiques | Médaille d'argent, Jeux olympiques | Médaille de bronze, Jeux olympiques | Tout  |
| ---- | ------------ | ------------------------------ | ---------------------------------- | ----------------------------------- | ------------------------------ | ---------------------------------- | ----------------------------------- | ------------------------------ | ---------------------------------- | ----------------------------------- | ------------------------------ | ---------------------------------- | ----------------------------------- | ------------------------------ | ---------------------------------- | ----------------------------------- | ------------------------------ | ---------------------------------- | ----------------------------------- | ------------------------------ | ---------------------------------- | ----------------------------------- | ------------------------------ | ---------------------------------- | ----------------------------------- | ------------------------------ | ---------------------------------- | ----------------------------------- | ------------------------------ | ---------------------------------- | ----------------------------------- | ----- |
| 1    | Chine        |                                | X                                  | X                                   | X                              |                                    | X                                   | X                              | X                                  | X                                   | X                              | X                                  |                                     | X                              |                                    | X                                   | X                              |                                    |                                     |                                |                                    |                                     |                                | X                                  |                                     | X                              | X                                  |                                     | 6                              | 5                                  | 4                                   | 15    |
| 2    | Corée du Sud | X                              |                                    | X                                   |                                | X                                  |                                     |                                |                                    |                                     |                                |                                    | X                                   |                                | X                                  |                                     |                                |                                    |                                     |                                |                                    | X                                   |                                |                                    | X                                   |                                |                                    |                                     | 1                              | 2                                  | 4                                   | 7     |
| 3    | Japon        |                                |                                    |                                     |                                |                                    |                                     |                                |                                    |                                     |                                |                                    |                                     |                                |                                    |                                     |                                | X                                  |                                     | X                              |                                    |                                     |                                |                                    |                                     |                                |                                    | X                                   | 1                              | 1                                  | 1                                   | 3     |
| 4    | Indonésie    |                                |                                    |                                     |                                |                                    |                                     |                                |                                    |                                     |                                |                                    |                                     |                                |                                    |                                     |                                |                                    |                                     |                                |                                    |                                     | X                              |                                    |                                     |                                |                                    |                                     | 1                              | 0                                  | 0                                   | 1     |
| 5    | Danemark     |                                |                                    |                                     |                                |                                    |                                     |                                |                                    |                                     |                                |                                    |                                     |                                |                                    |                                     |                                |                                    |                                     |                                | X                                  |                                     |                                |                                    |                                     |                                |                                    |                                     | 0                              | 1                                  | 0                                   | 1     |
| 6    | Russie       |                                |                                    |                                     |                                |                                    |                                     |                                |                                    |                                     |                                |                                    |                                     |                                |                                    |                                     |                                |                                    | X                                   |                                |                                    |                                     |                                |                                    |                                     |                                |                                    |                                     | 0                              | 0                                  | 1                                   | 1     |

| Rang | Pays         | 1992                           | 1992                               | 1992                                | 1996                           | 1996                               | 1996                                | 2000                           | 2000                               | 2000                                | 2004                           | 2004                               | 2004                                | 2008                           | 2008                               | 2008                                | 2012                           | 2012                               | 2012                                | 2016                           | 2016                               | 2016                                | 2020                           | 2020                               | 2020                                | 2024                           | 2024                               | 2024                                | Total                          | Total                              | Total                               | Total |
| Rang | Pays         | Médaille d'or, Jeux olympiques | Médaille d'argent, Jeux olympiques | Médaille de bronze, Jeux olympiques | Médaille d'or, Jeux olympiques | Médaille d'argent, Jeux olympiques | Médaille de bronze, Jeux olympiques | Médaille d'or, Jeux olympiques | Médaille d'argent, Jeux olympiques | Médaille de bronze, Jeux olympiques | Médaille d'or, Jeux olympiques | Médaille d'argent, Jeux olympiques | Médaille de bronze, Jeux olympiques | Médaille d'or, Jeux olympiques | Médaille d'argent, Jeux olympiques | Médaille de bronze, Jeux olympiques | Médaille d'or, Jeux olympiques | Médaille d'argent, Jeux olympiques | Médaille de bronze, Jeux olympiques | Médaille d'or, Jeux olympiques | Médaille d'argent, Jeux olympiques | Médaille de bronze, Jeux olympiques | Médaille d'or, Jeux olympiques | Médaille d'argent, Jeux olympiques | Médaille de bronze, Jeux olympiques | Médaille d'or, Jeux olympiques | Médaille d'argent, Jeux olympiques | Médaille de bronze, Jeux olympiques | Médaille d'or, Jeux olympiques | Médaille d'argent, Jeux olympiques | Médaille de bronze, Jeux olympiques | Tout  |
| ---- | ------------ | ------------------------------ | ---------------------------------- | ----------------------------------- | ------------------------------ | ---------------------------------- | ----------------------------------- | ------------------------------ | ---------------------------------- | ----------------------------------- | ------------------------------ | ---------------------------------- | ----------------------------------- | ------------------------------ | ---------------------------------- | ----------------------------------- | ------------------------------ | ---------------------------------- | ----------------------------------- | ------------------------------ | ---------------------------------- | ----------------------------------- | ------------------------------ | ---------------------------------- | ----------------------------------- | ------------------------------ | ---------------------------------- | ----------------------------------- | ------------------------------ | ---------------------------------- | ----------------------------------- | ----- |
| 1    | Chine        | Non disputé                    | Non disputé                        | Non disputé                         |                                |                                    | X                                   | X                              |                                    |                                     | X                              |                                    |                                     |                                |                                    | X                                   | X                              | X                                  |                                     |                                |                                    | X                                   | X                              | X                                  |                                     | X                              |                                    |                                     | 5                              | 2                                  | 3                                   | 10    |
| 2    | Corée du Sud | Non disputé                    | Non disputé                        | Non disputé                         | X                              | X                                  |                                     |                                |                                    |                                     |                                |                                    |                                     | X                              |                                    |                                     |                                |                                    |                                     |                                |                                    |                                     |                                |                                    |                                     |                                | X                                  |                                     | 2                              | 2                                  | 0                                   | 4     |
| 3    | Indonésie    | Non disputé                    | Non disputé                        | Non disputé                         |                                |                                    |                                     |                                | X                                  |                                     |                                |                                    |                                     |                                | X                                  |                                     |                                |                                    |                                     | X                              |                                    |                                     |                                |                                    |                                     |                                |                                    |                                     | 1                              | 2                                  | 0                                   | 3     |
| 4    | Royaume-Uni  | Non disputé                    | Non disputé                        | Non disputé                         |                                |                                    |                                     |                                |                                    | X                                   |                                | X                                  |                                     |                                |                                    |                                     |                                |                                    |                                     |                                |                                    |                                     |                                |                                    |                                     |                                |                                    |                                     | 0                              | 1                                  | 1                                   | 2     |
| 5    | Malaisie     | Non disputé                    | Non disputé                        | Non disputé                         |                                |                                    |                                     |                                |                                    |                                     |                                |                                    |                                     |                                |                                    |                                     |                                |                                    |                                     |                                | X                                  |                                     |                                |                                    |                                     |                                |                                    |                                     | 0                              | 1                                  | 0                                   | 1     |
| 6    | Danemark     | Non disputé                    | Non disputé                        | Non disputé                         |                                |                                    |                                     |                                |                                    |                                     |                                |                                    | X                                   |                                |                                    |                                     |                                |                                    | X                                   |                                |                                    |                                     |                                |                                    |                                     |                                |                                    |                                     | 0                              | 0                                  | 2                                   | 2     |
| 6    | Japon        | Non disputé                    | Non disputé                        | Non disputé                         |                                |                                    |                                     |                                |                                    |                                     |                                |                                    |                                     |                                |                                    |                                     |                                |                                    |                                     |                                |                                    |                                     |                                |                                    | X                                   |                                |                                    | X                                   | 0                              | 0                                  | 2                                   | 2     |